# NGC 2491
NGC 2491 في الفهرس العام الجديد، هي مجرة، تقع في كوكبة الكلب الأصغر. اكتشفت في 15 نوفمبر 1885 بواسطة لويس سويفت.

## روابط خارجية
- NGC 2491 على موقع ويكي سكاي: DSS2, SDSS, GALEX, IRAS, Hydrogen α, X-Ray, Astrophoto, Sky Map, Articles and images